# Królak bagienny
Królak bagienny, królik bagienny (Sylvilagus aquaticus) – gatunek ssaka z rodziny zającowatych (Leporidae). 

## Zasięg występowania
Królak bagienny występuje w południowo-wschodnich Stanach Zjednoczonych zamieszkując w zależności od podgatunku:
- S. aquaticus aquaticus – północna część zasięgu od południowo-wschodniego Kansas, południowego Missouri i południowego Illinois, od południowo-wschodniego do zachodniego krańca Karoliny Północnej i północno-zachodniej Georgii oraz na południe do Alabamy, Missisipi, Luizjany i Teksasu (południowo-wschodnie Stany Zjednoczone).
- S. aquaticus littoralis – przybrzeżna część zasięgu od Zatoki Meksykańskiej w południowo-wschodnim Teksasie, południowej i wschodniej Luizjanie, południowo-wschodnim Missisipi i południowo-zachodnim krańcu Alabamy (południowe Stany Zjednoczone).

## Taksonomia
Gatunek po raz pierwszy naukowo opisał w 1837 roku amerykański przyrodnik John Bachman nadając mu nazwę Lepus aquaticus. Holotyp pochodził z zachodniej Alabamy, w Stanach Zjednoczonych. 
Analiza genetyczna wykazała, że S. aquaticus i S. palustris tworzą grupę siostrzaną. Autorzy Illustrated Checklist of the Mammals of the World rozpoznają dwa podgatunki.

### Etymologia
- Sylvilagus: łac. silva „las”; gr. λαγός lagos „zając”[11].
- aquaticus: łac. aquaticus „wodny, żyjący w wodzie”, od aqua „woda”[12].
- littoralis: łac. litoralis „nadmorski, z brzegu”, od litus, litoris „brzeg, plaża”[12].

## Morfologia
Długość ciała (bez ogona) 450–550 mm, długość ogona 50–74 mm, długość ucha 60–80 mm, długość tylnej stopy 90–113 mm; masa ciała 1,6–2,7 kg.

## Ekologia
Zamieszkuje głównie bagienne i podmokłe tereny.
Jest zwierzęciem roślinożernym. Buduje gniazda powyżej poziomu wody z roślin i własnej sierści. Potrafi pływać. Aby chronić się przed wrogami, zdarza się, że całkowicie zanurza się w wodzie, wystawiając tylko nos nad powierzchnię.